# 1995 en république du Congo

## Gouvernement
- Président : Pascal Lissouba
- Premier ministre : Joachim Yhombi-Opango

## Événements
- 13 janvier : le Premier ministre Joachim Yhombi-Opango remet la démission de son gouvernement ; il est immédiatement reconduit dans ses fonctions, et présente son nouveau gouvernement le 22 janvier ; deux partis d'opposition y sont représentés, le MCDDI et le RDPS
- 8 juin : décrets portant réduction des salaires des agents de l'État

## Décès
- 14 juin  : Sony Labou Tansi, écrivain
- 8 juillet : Sylvain Bemba, écrivain